# منوچکا پیر لوئیس
منوچکا پیر لوئیس (انگلیسی: Manoucheka Pierre Louis؛ زادهٔ ۲۴ ژوئن ۱۹۸۹) بازیکن فوتبال اهل هائیتی است.
وی همچنین در تیم ملی فوتبال Haiti بازی کرده‌است.